# Juan Manuel Sánchez y Gutiérrez de Castro

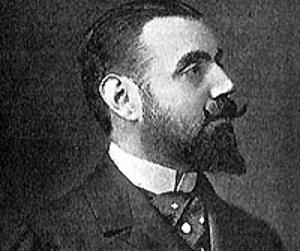
Juan Manuel Sánchez y Gutiérrez de Castro

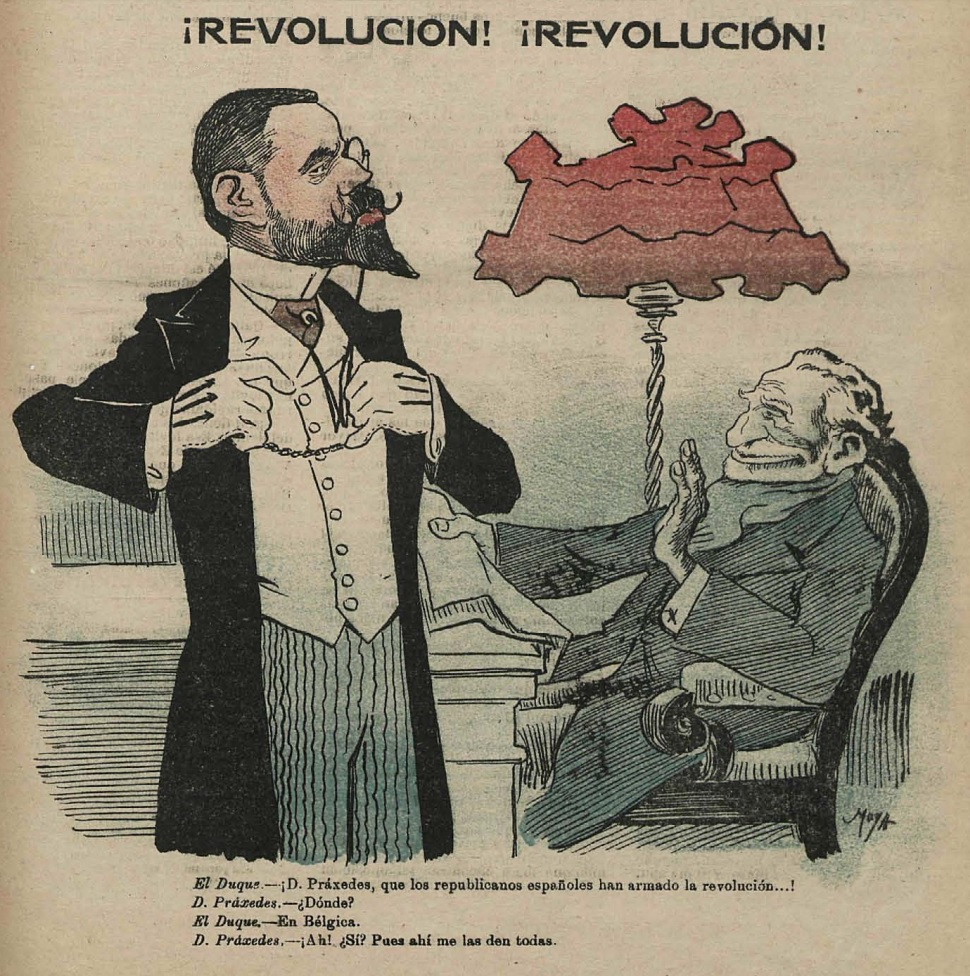
Juan Manuel Sánchez y Gutiérrez de Castro (Karikatur von Joaquín Moya in „Gedéon“ vom 16. April 1902)

Juan Manuel Sánchez y Gutiérrez de Castro, „iure uxoris“ Duque de Almodóvar del Río (* 15. Dezember 1850 in Jerez de la Frontera, Provinz Cádiz, Andalusien; † 23. Juni 1906 in Madrid) war ein spanischer Politiker des Partido Liberal, der unter anderem zwischen 1898 und 1899, von 1901 bis 1902 sowie zwischen 1905 und seinem Tode 1906 Außenminister war.

## Leben
Juan Manuel Sánchez y Gutiérrez de Castro, Sohn von Sohn von Antonio Sánchez Romate und dessen Ehefrau Isabel Gutiérrez de Castro y Cossío, absolvierte ein Studium der Rechtswissenschaften und war nach dessen Abschluss als Rechtsanwalt tätig. Er heiratete am 10. Februar 1872 in Córdoba Genoveva de Hoces y Fernández de Córdoba (1852–1906), 7. Herzogin von Almodóvar del Río, wodurch er „aus dem Recht der Ehefrau“ („iure uxoris“) Duque de Almodóvar del Río wurde. Bei den Wahlen am 20. April 1879 wurde er erstmals Mitglied des Congreso de los Diputados, des Unterhauses der Cortes Generales, und vertrat zunächst bis zum 31. März 1884 den Wahlkreis Córdoba. Am 4. April 1886 wurde er im Wahlkreis Cádiz erneut zum Mitglied des Congreso de los Diputados gewählt und gehörte diesem nunmehr bis zu seinem Tode am 23. Juni 1906 an. Während seiner Parlamentszugehörigkeit fungierte er am 12. April 1893 als kommissarischer Präsident der Kammer.
Am 24. Mai 1898 wurde Sánchez in die liberale sechste Regierung von Ministerpräsident Práxedes Mateo Sagasta berufen und löste José Gutiérrez Agüera als Außenminister (Ministro de Estado) ab. Er bekleidete dieses Amt bis zum 4. März 1899.
Das Amt als Amt als Außenminister übernahm Juan Manuel Sánchez zwischen dem 6. März 1901 und dem 6. Dezember 1902 auch in der siebten Regierung von Ministerpräsident Sagasta, die in dieser Zeit mehrmals umgebildet wurde. Am 1. Dezember 1905 wurde er als Außenminister auch in die liberale erste Regierung von Ministerpräsident Segismundo Moret Prendergast berufen und hatte das Amt bis zu seinem Tode am 23. Juni 1906, woraufhin Emilio de Ojeda y Perpiñán neuer Außenminister wurde.